# Бенфорд, Фрэнк
Фрэнк А́льберт Бе́нфорд-мла́дший (англ. Frank Albert Benford Jr.; 29 мая 1883 года — 4 декабря 1948 года) — американский инженер и физик, известный тем, что заново открыл и обобщил закон Бенфорда, статистическое утверждение о неравномерности встречаемости цифр в списках данных. Закон Бенфорда популяризировал Марк Нигрини, профессор бухгалтерского учёта Университета Западной Вирджинии, как один из способов обнаружения аномалий в табличных данных.
Бенфорд также известен тем, что разработал в 1937 году прибор для измерения показателя преломления в стекле. Он был специалистом в области оптических измерений, опубликовал 109 научных работ в области оптики и математики и получил 20 патентов на различные оптические приборы.
Дата рождения Бенфорда указывается по-разному, иногда как 29 мая, иногда как 10 июля 1883 года. Окончив Мичиганский университет в 1910 году, Бенфорд работал в компании General Electric: 18 лет в светотехнической лаборатории, а затем 20 лет (до ухода на пенсию в июле 1948 года) — в научно-исследовательской лаборатории. Умер он внезапно в своём доме 4 декабря 1948 года.